# アン・プロビンシャノ
『アン・プロビンシャノ』（フィリピン語: Ang Probinsyano）は、フィリピンABS-CBNで2015年9月28日から現在まで放送されたテレビドラマ。